# Звынарци

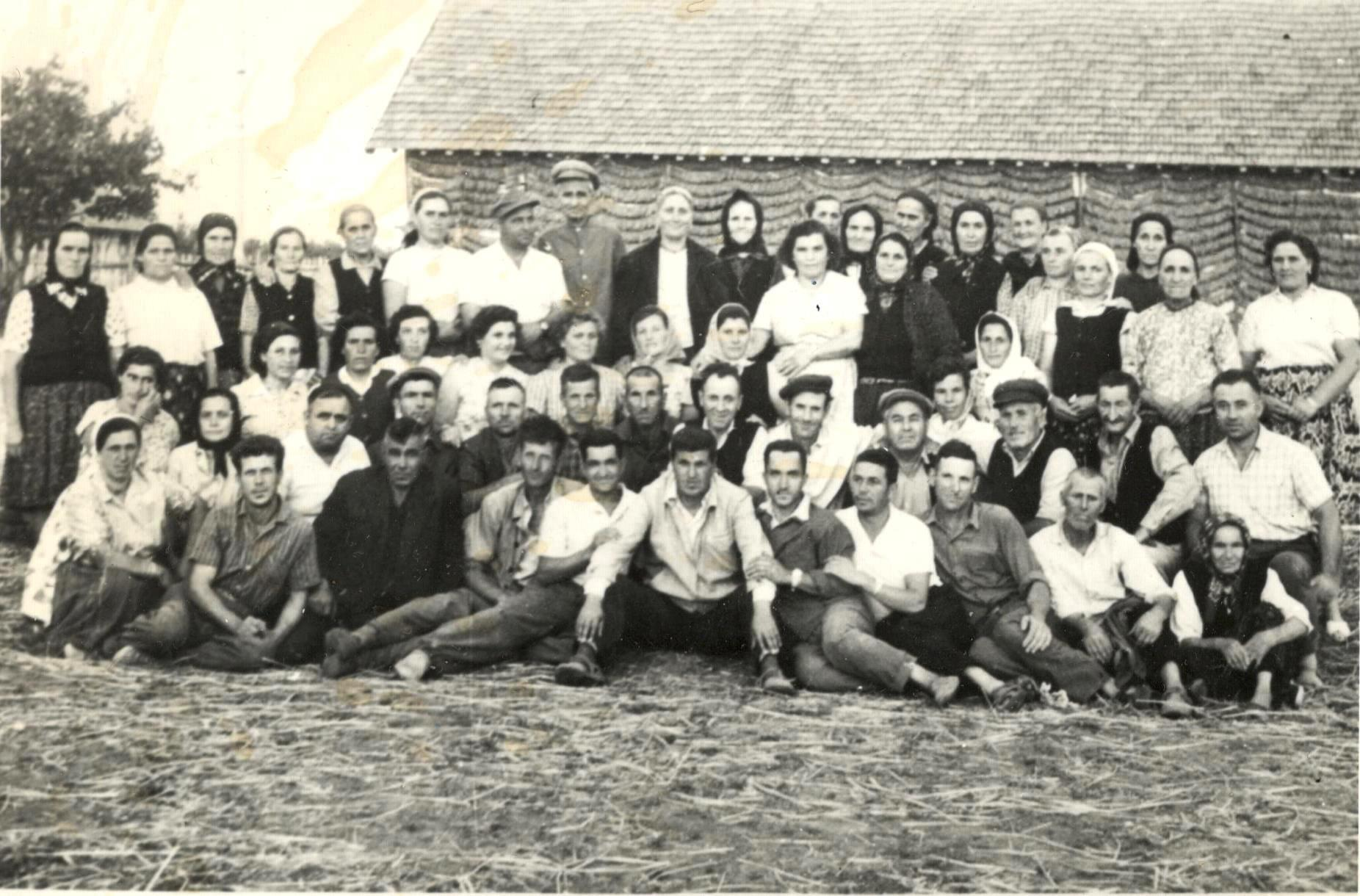
Учредители местного Колхоза

Звынарци (болг. Звънарци) — село в Болгарии. Находится в Разградской области, входит в общину Кубрат. Население составляет 545 человек (2010).

## Политическая ситуация
В местном кметстве Звынарци, в состав которого входит Звынарци, должность кмета (старосты) исполняет Муталиб Кязимов Ахмедов (независимый) по результатам выборов.
Кмет (мэр) общины Кубрат — Ремзи Халилов Юсеинов (Движение за права и свободы (ДПС)) по результатам выборов.